# Узунян, Владимир Аветикович
Владимир Аветикович Узунян (род. 18 октября 1998, Рубцовск, Алтайский край, Россия) — российский боксёр-любитель, выступающий в тяжёлой весовой категории.
Мастер спорта России международного класса, член сборной России по боксу (2021—н.в.), серебряный (2021) и бронзовый (2020) призёр чемпионата России, серебряный призёр чемпионата мира среди молодежи (2016), двукратный чемпион Европы среди молодёжи (2021) и среди юниоров (2016), многократный победитель и призёр международных и всероссийских турниров в любителях.

## Биография
Родился 18 октября 1998 года в городе Рубцовск Алтайского края, в России.
В 2017 году являлся курсантом Рязанского высшего воздушно-десантного командного училища имени генерала Маргелова.

## Любительская карьера
Боксом начал заниматься с юности в родном городе Рубцовске.

### 2016—2017 годы
В июне 2016 года в Анапе (Россия) стал чемпионом Европы среди юниоров в весе до 91 кг, в финале победив по очкам поляка Камила Оффмана.
В ноябре 2016 года в Санкт-Петербурге (Россия) завоевал серебряную медаль чемпионата мира среди молодёжи в весе до 91 кг, где он в полуфинале по очкам (5:0) победил узбекского боксёра Шохруза Рахимова, но в финале, — в конкурентном бою по очкам (2:3) проиграл кубинцу Дайньеру Перо.
В марте 2017 года стал серебряным призёром международного турнира «Кубок химиков» прошедшем в городе Галле (Германия), в финале проиграв опытному Василию Левиту из Казахстана.
А в июле 2017 года в Рязани стали победителем на чемпионате Вооружённых сил РФ по боксу на призы генерал-полковника Владимира Шаманова.

### 2018—2019 годы
В октябре 2018 года участвовал на взрослом чемпионате России проходившем в Якутске в весовой категории до 91 кг, где в первом раунде соревнований победил Андрея Клиновского, но в четвертьфинале соревнований единогласным решением судей проиграл Садаму Магомедову — который в итоге стал серебряным призёром чемпионата России 2018 года.
В ноябре 2019 года участвовал на чемпионате России проходившем в Самаре в весовой категории до 91 кг, где он в первом раунде соревнований победил Бекхана Сайдулаева, в 1/8 финала соревнований раздельным решением судей победил Михаила Гиоргадзе, но в четвертьфинале соревнований единогласным решением судей проиграл Магомедмураду Арсланбекову — который в итоге стал бронзовым призёром чемпионата России 2019 года.

### 2020—2021 годы
В начале декабре 2020 года в Оренбурге завоевал бронзовую медаль чемпионата России в категории до 91 кг, и стал одним из претендентов в состав национальной сборной для участия в квалификационном отборочном турнире на Олимпийские игры в Токио. Там он в 1/8 финала единогласным решением судей (5-0) победил опытного Василия Зверяна, в четвертьфинале единогласным решением судей (5-0) победил Владислава Ревуцкого, но в полуфинале проиграл опытному Алексею Зобнину — который в итоге стал серебряным призёром чемпионата России 2020 года.
В июне 2021 года в Розето-дельи-Абруцци (Италия) стал чемпионом Европы среди молодёжи (19-22 лет) в весе до 91 кг, где он в полуфинале победил поляка Матеуша Березницкого, а в финале раздельным решением судей (4:1) победил грузина Артёма Иорданяна.
В начале сентября 2021 года в Кемерово завоевал серебряную медаль чемпионата России в категории до 92 кг. Где в 1/8 финала досрочно во 2-м раунде победил Андрея Батырева, в четвертьфинале он единогласным решением судей победил Магомедмурада Арсланбекова, в полуфинале единогласным решением судей победил Алексея Зобнина, но в финале единогласным решением судей проиграл опытному Андрею Стоцкому.

### 2022 год
В феврале 2022 года участвовал в престижном международном турнире «Странджа» проходившем в Софии (Болгария), где он в 1/8 финала, в конкурентном бою по очкам (1:4) решением большинства судей проиграл опытному казахскому боксёру Абзалу Куттыбекову, — который в итоге стал бронзовым призёром данного турнира.

## Спортивные результаты

### В любителях
- Чемпионат России по боксу 2020 — ;
- Чемпионат России по боксу 2021 — ;
- Чемпионат мира среди молодёжи 2016 — ;
- Чемпионат Европы среди молодёжи 2021 — ;
- Чемпионат Европы среди юниоров 2016 — .